# فانتا (فيرجينيا الغربية)
فانتا (بالإنجليزية: Vanetta, West Virginia)‏ هي منطقة سكنية تقع في الولايات المتحدة في Fayette County.  يقدر عدد سكانها   وترتفع عن سطح البحر 515.12 متر.